# Maltese Door kinderen met solidariteit-serie
Malta heeft in de periode van 2016 tot en met 2020 jaarlijks een nationale 2-euroherdenkingsmunt uitgegeven in het kader van een project voor maatschappelijke verantwoordelijkheid met als titel Door kinderen met solidariteit. De Centrale Bank van Malta had hiervoor in samenwerking met de charitatieve instelling het Malta Community Chest Fund een muntprogramma ontwikkeld waarbij scholieren van alle middelbare scholen werden betrokken. Het programma omvat vijf thema's: Liefde, Vrede, Natuur en milieu, Cultureel erfgoed en Spelen.
Het programma startte officieel op vrijdag 5 juni 2015 door Hare Excellentie de president van Malta, Marie-Louise Coleiro Preca en de gouverneur van de Centrale Bank van Malta, professor Josef Bonnici tijdens een persconferentie gehouden in de Centrale Bank van Malta. De diverse munten zijn door Centrale Bank zowel in omloop gebracht als in verzamelaarskwaliteit in coincards verkocht. De opbrengst van deze laatste categorie ging naar het Malta Community Chest Fund.
De ontwerpen van de opeenvolgende munten werden bepaald op basis van een wedstrijd, waaraan scholieren van alle middelbare scholen konden deelnemen. Nadat een panel van deskundigen van elke munt vijf ontwerpen had geselecteerd, konden de scholieren van alle middelbare scholen hieruit dan weer het definitieve ontwerp kiezen. 
Hieronder staat een tabel met een overzicht van de uitgegeven munten:
| 2016 | 1 | Solidariteit door liefde |  | Deze munt wil de maatschappelijke rol van het Malta Community Chest Fund herdenken via het programma „From Children in Solidarity” voor middelbare scholieren. Dit programma identificeert de maatschappelijke rol van kinderen in vijf uiteenlopende sectoren, waarbij het eerste thema „Solidariteit door liefde” is. Het ontwerp is van de hand van middelbare scholiere Sarah Cilia, die dit thema heeft verbeeld door twee handen die een hart vormen waarin de Maltese vlag te zien is. Onder het ontwerp staat het opschrift „MALTA 2016”. Op de linker- en de rechterpols zijn twee gestileerde voorstellingen van menselijke lichamen te zien. Langs de buitenrand van de munt zijn de twaalf sterren van de Europese vlag afgebeeld. | Deze munt wil de maatschappelijke rol van het Malta Community Chest Fund herdenken via het programma „From Children in Solidarity” voor middelbare scholieren. Dit programma identificeert de maatschappelijke rol van kinderen in vijf uiteenlopende sectoren, waarbij het eerste thema „Solidariteit door liefde” is. Het ontwerp is van de hand van middelbare scholiere Sarah Cilia, die dit thema heeft verbeeld door twee handen die een hart vormen waarin de Maltese vlag te zien is. Onder het ontwerp staat het opschrift „MALTA 2016”. Op de linker- en de rechterpols zijn twee gestileerde voorstellingen van menselijke lichamen te zien. Langs de buitenrand van de munt zijn de twaalf sterren van de Europese vlag afgebeeld. | Deze munt wil de maatschappelijke rol van het Malta Community Chest Fund herdenken via het programma „From Children in Solidarity” voor middelbare scholieren. Dit programma identificeert de maatschappelijke rol van kinderen in vijf uiteenlopende sectoren, waarbij het eerste thema „Solidariteit door liefde” is. Het ontwerp is van de hand van middelbare scholiere Sarah Cilia, die dit thema heeft verbeeld door twee handen die een hart vormen waarin de Maltese vlag te zien is. Onder het ontwerp staat het opschrift „MALTA 2016”. Op de linker- en de rechterpols zijn twee gestileerde voorstellingen van menselijke lichamen te zien. Langs de buitenrand van de munt zijn de twaalf sterren van de Europese vlag afgebeeld. | Deze munt wil de maatschappelijke rol van het Malta Community Chest Fund herdenken via het programma „From Children in Solidarity” voor middelbare scholieren. Dit programma identificeert de maatschappelijke rol van kinderen in vijf uiteenlopende sectoren, waarbij het eerste thema „Solidariteit door liefde” is. Het ontwerp is van de hand van middelbare scholiere Sarah Cilia, die dit thema heeft verbeeld door twee handen die een hart vormen waarin de Maltese vlag te zien is. Onder het ontwerp staat het opschrift „MALTA 2016”. Op de linker- en de rechterpols zijn twee gestileerde voorstellingen van menselijke lichamen te zien. Langs de buitenrand van de munt zijn de twaalf sterren van de Europese vlag afgebeeld. | Deze munt wil de maatschappelijke rol van het Malta Community Chest Fund herdenken via het programma „From Children in Solidarity” voor middelbare scholieren. Dit programma identificeert de maatschappelijke rol van kinderen in vijf uiteenlopende sectoren, waarbij het eerste thema „Solidariteit door liefde” is. Het ontwerp is van de hand van middelbare scholiere Sarah Cilia, die dit thema heeft verbeeld door twee handen die een hart vormen waarin de Maltese vlag te zien is. Onder het ontwerp staat het opschrift „MALTA 2016”. Op de linker- en de rechterpols zijn twee gestileerde voorstellingen van menselijke lichamen te zien. Langs de buitenrand van de munt zijn de twaalf sterren van de Europese vlag afgebeeld. |
| 2017 | 2 | Vrede                    |  | Het muntstuk is gewijd aan het concept solidariteit en vrede. Het ontwerp werd door een scholier bedacht en toont twee kinderen die de Maltese vlag vasthouden, terwijl een vredesduif boven hen vliegt. Onderaan staat de naam van het uitgevende land, „Malta”, en aan de rechterkant het jaar van uitgifte, „2017”. Langs de buitenrand van de munt zijn de twaalf sterren van de Europese vlag afgebeeld. | Het muntstuk is gewijd aan het concept solidariteit en vrede. Het ontwerp werd door een scholier bedacht en toont twee kinderen die de Maltese vlag vasthouden, terwijl een vredesduif boven hen vliegt. Onderaan staat de naam van het uitgevende land, „Malta”, en aan de rechterkant het jaar van uitgifte, „2017”. Langs de buitenrand van de munt zijn de twaalf sterren van de Europese vlag afgebeeld. | Het muntstuk is gewijd aan het concept solidariteit en vrede. Het ontwerp werd door een scholier bedacht en toont twee kinderen die de Maltese vlag vasthouden, terwijl een vredesduif boven hen vliegt. Onderaan staat de naam van het uitgevende land, „Malta”, en aan de rechterkant het jaar van uitgifte, „2017”. Langs de buitenrand van de munt zijn de twaalf sterren van de Europese vlag afgebeeld. | Het muntstuk is gewijd aan het concept solidariteit en vrede. Het ontwerp werd door een scholier bedacht en toont twee kinderen die de Maltese vlag vasthouden, terwijl een vredesduif boven hen vliegt. Onderaan staat de naam van het uitgevende land, „Malta”, en aan de rechterkant het jaar van uitgifte, „2017”. Langs de buitenrand van de munt zijn de twaalf sterren van de Europese vlag afgebeeld. | Het muntstuk is gewijd aan het concept solidariteit en vrede. Het ontwerp werd door een scholier bedacht en toont twee kinderen die de Maltese vlag vasthouden, terwijl een vredesduif boven hen vliegt. Onderaan staat de naam van het uitgevende land, „Malta”, en aan de rechterkant het jaar van uitgifte, „2017”. Langs de buitenrand van de munt zijn de twaalf sterren van de Europese vlag afgebeeld. |
| 2018 | 3 | Cultureel erfgoed        |  | Het ontwerp is bedacht door een scholier en toont een aantal thema’s die kenmerkend zijn voor het Maltese erfgoed: een zinspeling op de prehistorische tempels, ’s werelds oudste vrijstaande bouwwerken, een kerkkoepel en een kerktoren als karakteristiek kenmerk van de skyline van Maltese steden en dorpen en een afbeelding van een traditionele Maltese boot met een Maltese vlag aan boord. Bovenaan in het binnenste gedeelte van de munt staat de naam van het uitgevende land „Malta” en onderaan staat het jaar „2018”. Langs de buitenrand van de munt zijn de twaalf sterren van de Europese vlag afgebeeld. | Het ontwerp is bedacht door een scholier en toont een aantal thema’s die kenmerkend zijn voor het Maltese erfgoed: een zinspeling op de prehistorische tempels, ’s werelds oudste vrijstaande bouwwerken, een kerkkoepel en een kerktoren als karakteristiek kenmerk van de skyline van Maltese steden en dorpen en een afbeelding van een traditionele Maltese boot met een Maltese vlag aan boord. Bovenaan in het binnenste gedeelte van de munt staat de naam van het uitgevende land „Malta” en onderaan staat het jaar „2018”. Langs de buitenrand van de munt zijn de twaalf sterren van de Europese vlag afgebeeld. | Het ontwerp is bedacht door een scholier en toont een aantal thema’s die kenmerkend zijn voor het Maltese erfgoed: een zinspeling op de prehistorische tempels, ’s werelds oudste vrijstaande bouwwerken, een kerkkoepel en een kerktoren als karakteristiek kenmerk van de skyline van Maltese steden en dorpen en een afbeelding van een traditionele Maltese boot met een Maltese vlag aan boord. Bovenaan in het binnenste gedeelte van de munt staat de naam van het uitgevende land „Malta” en onderaan staat het jaar „2018”. Langs de buitenrand van de munt zijn de twaalf sterren van de Europese vlag afgebeeld. | Het ontwerp is bedacht door een scholier en toont een aantal thema’s die kenmerkend zijn voor het Maltese erfgoed: een zinspeling op de prehistorische tempels, ’s werelds oudste vrijstaande bouwwerken, een kerkkoepel en een kerktoren als karakteristiek kenmerk van de skyline van Maltese steden en dorpen en een afbeelding van een traditionele Maltese boot met een Maltese vlag aan boord. Bovenaan in het binnenste gedeelte van de munt staat de naam van het uitgevende land „Malta” en onderaan staat het jaar „2018”. Langs de buitenrand van de munt zijn de twaalf sterren van de Europese vlag afgebeeld. | Het ontwerp is bedacht door een scholier en toont een aantal thema’s die kenmerkend zijn voor het Maltese erfgoed: een zinspeling op de prehistorische tempels, ’s werelds oudste vrijstaande bouwwerken, een kerkkoepel en een kerktoren als karakteristiek kenmerk van de skyline van Maltese steden en dorpen en een afbeelding van een traditionele Maltese boot met een Maltese vlag aan boord. Bovenaan in het binnenste gedeelte van de munt staat de naam van het uitgevende land „Malta” en onderaan staat het jaar „2018”. Langs de buitenrand van de munt zijn de twaalf sterren van de Europese vlag afgebeeld. |
| 2019 | 4 | Natuur en milieu         |  | Het muntstempel is gemaakt door een scholier en toont een fruitboom en een gestileerde voorstelling van de zon. Linksonder staat de naam van het land van uitgifte “MALTA” en daaronder het jaar van uitgifte “2019”. Langs de buitenrand van de munt zijn de twaalf sterren van de Europese vlag afgebeeld. | Het muntstempel is gemaakt door een scholier en toont een fruitboom en een gestileerde voorstelling van de zon. Linksonder staat de naam van het land van uitgifte “MALTA” en daaronder het jaar van uitgifte “2019”. Langs de buitenrand van de munt zijn de twaalf sterren van de Europese vlag afgebeeld. | Het muntstempel is gemaakt door een scholier en toont een fruitboom en een gestileerde voorstelling van de zon. Linksonder staat de naam van het land van uitgifte “MALTA” en daaronder het jaar van uitgifte “2019”. Langs de buitenrand van de munt zijn de twaalf sterren van de Europese vlag afgebeeld. | Het muntstempel is gemaakt door een scholier en toont een fruitboom en een gestileerde voorstelling van de zon. Linksonder staat de naam van het land van uitgifte “MALTA” en daaronder het jaar van uitgifte “2019”. Langs de buitenrand van de munt zijn de twaalf sterren van de Europese vlag afgebeeld. | Het muntstempel is gemaakt door een scholier en toont een fruitboom en een gestileerde voorstelling van de zon. Linksonder staat de naam van het land van uitgifte “MALTA” en daaronder het jaar van uitgifte “2019”. Langs de buitenrand van de munt zijn de twaalf sterren van de Europese vlag afgebeeld. |
| 2020 | 5 | Spelen                   |  | Het ontwerp toont een aantal traditionele spelletjes die populair zijn bij Maltese kinderen. Het gaat om knikkeren, tollen, en het traditionele vervaardigen en oplaten van vliegers. Ook wordt een Maltese versie van het hinkelspel afgebeeld, dat plaatselijk bekendstaat als “passju”. De drie bijen die in een cirkel rondvliegen, zijn een verwijzing naar een populair liedje dat Maltese kinderen tijdens hun spel zingen. In het ontwerp is de naam van het land van uitgifte opgenomen, “Malta”, en het jaar van uitgifte, “2020”. Op de buitenste ring van de munt staan de twaalf sterren van de Europese vlag afgebeeld. | Het ontwerp toont een aantal traditionele spelletjes die populair zijn bij Maltese kinderen. Het gaat om knikkeren, tollen, en het traditionele vervaardigen en oplaten van vliegers. Ook wordt een Maltese versie van het hinkelspel afgebeeld, dat plaatselijk bekendstaat als “passju”. De drie bijen die in een cirkel rondvliegen, zijn een verwijzing naar een populair liedje dat Maltese kinderen tijdens hun spel zingen. In het ontwerp is de naam van het land van uitgifte opgenomen, “Malta”, en het jaar van uitgifte, “2020”. Op de buitenste ring van de munt staan de twaalf sterren van de Europese vlag afgebeeld. | Het ontwerp toont een aantal traditionele spelletjes die populair zijn bij Maltese kinderen. Het gaat om knikkeren, tollen, en het traditionele vervaardigen en oplaten van vliegers. Ook wordt een Maltese versie van het hinkelspel afgebeeld, dat plaatselijk bekendstaat als “passju”. De drie bijen die in een cirkel rondvliegen, zijn een verwijzing naar een populair liedje dat Maltese kinderen tijdens hun spel zingen. In het ontwerp is de naam van het land van uitgifte opgenomen, “Malta”, en het jaar van uitgifte, “2020”. Op de buitenste ring van de munt staan de twaalf sterren van de Europese vlag afgebeeld. | Het ontwerp toont een aantal traditionele spelletjes die populair zijn bij Maltese kinderen. Het gaat om knikkeren, tollen, en het traditionele vervaardigen en oplaten van vliegers. Ook wordt een Maltese versie van het hinkelspel afgebeeld, dat plaatselijk bekendstaat als “passju”. De drie bijen die in een cirkel rondvliegen, zijn een verwijzing naar een populair liedje dat Maltese kinderen tijdens hun spel zingen. In het ontwerp is de naam van het land van uitgifte opgenomen, “Malta”, en het jaar van uitgifte, “2020”. Op de buitenste ring van de munt staan de twaalf sterren van de Europese vlag afgebeeld. | Het ontwerp toont een aantal traditionele spelletjes die populair zijn bij Maltese kinderen. Het gaat om knikkeren, tollen, en het traditionele vervaardigen en oplaten van vliegers. Ook wordt een Maltese versie van het hinkelspel afgebeeld, dat plaatselijk bekendstaat als “passju”. De drie bijen die in een cirkel rondvliegen, zijn een verwijzing naar een populair liedje dat Maltese kinderen tijdens hun spel zingen. In het ontwerp is de naam van het land van uitgifte opgenomen, “Malta”, en het jaar van uitgifte, “2020”. Op de buitenste ring van de munt staan de twaalf sterren van de Europese vlag afgebeeld. |